# Писаревская, Елена Сергеевна
Еле́на Серге́евна Писаре́вская (псевдоним Илеана Леонидофф (исп. Ileana Leonidoff); 1893—1968) — итальянская и южноамериканская актриса, танцовщица и хореограф русского происхождения.

## Биография
Родилась 3 марта 1893 года в Севастополе в семье вице-адмирала Сергея Петровича Писаревского и его жены Клеопатры Гавриловны (урождённой Судковской). Её дядя по материнской линии Руфин Судковский — был художником-пейзажистом. У Елены был также брат Сергей и сестра Лидия.
После смерти отца, в 1908 году, мать уехала с детьми в Италию — в Милан, где дочери впервые выступили на благотворительных мероприятиях и концертах, проводившихся Римской филармонической академией в 1916 году. Несколько месяцев спустя в одном из представлений Елена заболела ларингитом и выступила как танцовщица, тем самым изменив направление своей карьеры.
В 1917 году Елена Писаревская, которая к этому времени уже использовала сценическое имя Илеана Леонидофф, была выбрана Антоном Брагаглья для роли в его немом фильме «Таис». В своем дебюте в кино Писаревская изобразила графиню Бьянку Станьо-Белинчони, которая участвует в любовном треугольнике между Таисом и графом Сан-Ремо. Впоследствии она появилась также в ряде фильмов, снятых Альдо Молинари, в том числе Attilla и Saffo (1918), Venere (1919), Il mistero di Osiris (1919), Giuditta e Oloferne (1920). В период с 1917 по 1922 год она снялась в 17 фильмах и ушла из кинематографа, чтобы полностью посвятить себя танцам.
В 1920 году Илеана Леонидофф и Альдо Молинари основали балет Leonidoff Russian Ballet, в котором Молинари занимался костюмированием и декорациями, а Писаревская ставила пьесы, которые они выбирали. В этом же году Писаревская вышла замуж за Джузеппе Массера (Giuseppe Massera) и использовала двойную фамилию Леонидофф-Массера в некоторых выступлениях. Премьера балета состоялась 22 мая 1920 года работой «Танец лебедя», которая была положительно принята. Официальный дебют балета состоялся 28 мая в римском театре Teatro Quirino, где Леонидофф исполнил пять танцев: Canzoni Arabe, Fantasia indiana, Foglie d 'Autunno, Pirrica и Sèvres de la Vieille France. После гастролей в течение лета 1920 года Leonidoff Russian Ballet вернулся в Рим и выступил в Театро Костанци, добавив две новые хореографии — Scherzo veneziano и Fiaba russa. Обретя успех, балет в следующем году гастролировал по Италии, выступив в Болонье, Милане, Палермо и Венеции. Тур был повторен в 1922 году, добавив к указанным городам Брешию, Флоренцию и Турин.
С 1922 по 1924 год труппа весьма успешно выступала в Австрии, Англии, Франции, Германии и Нидерландах. Когда её муж некоторое время находился в Англии в тюрьме для должников, наняла в качестве партнёра Дмитрия Ростова (Дмитрий Кульчицкий), где продолжила свою карьеру танцовщицы. В 1927 году она стала «первой танцовщицей» и директором Римского оперного театра, а впоследствии открыла вместе в Ростовым собственную танцевальную школу в Риме. В этой школе Илеана Леонидофф обучал женщин и детей, а Дмитрий Ростов преподавал для танцоров-мужчин. К 1933 году брак с Массерой и партнёрство с Ростовым распались.
Нет точных сведений, когда Илеана Леонидофф переехала в Южную Америку нет, возможно, это произошло после того, как её мать умерла в Ницце в 1946 году. В 1947 году она уже преподавала в Аргентине в Национальном театре имени Сервантеса и Teatro Argentino de La Plata. В 1950 году она переехала в Эквадор, где руководила балетной школой Casa de la Cultura del Guayas. Год спустя переехала в Боливию, где правительство наняло её для создания Официального балета Боливии, тем самым Леонидофф положила начало развитию балета в Боливии. После этого работала в Эквадоре и Перу. В 1966 году 1966 году перуанские газеты сообщили, что Илеана Леонидофф покинула страну. Дальнейшая её судьба неизвестна.
Умерла 1 января 1968 года в Лиме.